# Hohenbuehelia culmicola
Hohenbuehelia culmicola är en svampart som beskrevs av Bon 1980. Hohenbuehelia culmicola ingår i släktet Hohenbuehelia och familjen musslingar.  Artens status i Sverige är: Ej påträffad. Inga underarter finns listade i Catalogue of Life.